# Gottikere
Gottikere è una suddivisione dell'India, classificata come census town, di 11.149 abitanti, situata nel distretto di Bangalore Rurale, nello stato federato del Karnataka. In base al numero di abitanti la città rientra nella classe IV (da 10.000 a 19.999 persone).

## Geografia fisica
La città è situata a 12° 51' 17 N e 77° 35' 20 E.

## Società

### Evoluzione demografica
Al censimento del 2001 la popolazione di Gottikere assommava a 11.149 persone, delle quali 5.978 maschi e 5.171 femmine. I bambini di età inferiore o uguale ai sei anni assommavano a 1.323, dei quali 709 maschi e 614 femmine. Infine, coloro che erano in grado di saper almeno leggere e scrivere erano 7.755, dei quali 4.479 maschi e 3.276 femmine.